# Lindmania steyermarkii
Lindmania steyermarkii är en gräsväxtart som beskrevs av Lyman Bradford Smith. Lindmania steyermarkii ingår i släktet Lindmania och familjen Bromeliaceae. Inga underarter finns listade i Catalogue of Life.